# Серяпин, Александр Дмитриевич
Александр Дмитриевич Серяпин (6 декабря 1918, дер. Смирновка, Моршанский район, Тамбовская область - 21 октября 2009, Москва) — советский и российский учёный, доктор биологических наук. Лауреат Государственной премии СССР  (1952), почётный член Российской Академии космонавтики имени К.Э. Циолковского и Международной Академии астронавтики, начальник Отдела физико-химических методов регенерации воздуха Государственного Научно-исследовательского испытательного института авиационной и космической медицины Министерства обороны СССР, заведующий лабораторией и отделом Института Медико-биологических проблем Министерства здравоохранения СССР,  заведующий отделом Института биологической физики Академии наук СССР. Один из  основоположников советской космической биологии и авиакосмической медицины. Полковник медицинской службы. Участник Великой Отечественной войны.

## Биография
Родился 6 декабря 1918 года в деревне Смирновка, Моршанского района, Тамбовской области. В 1938 году окончил Ленинградское Военно-медицинское училище, а в 1944 году - Ленинградскую Военно-медицинскую Академию имени С.М. Кирова. Участвовал в боях у озера Хасан в 1938, а так же в Великой Отечественной войне до самого Берлина. Служил врачом авиаполка. Был тяжело ранен в Берлине 9 мая 1945 года. После выздоровления продолжил служить в ВВС СССР. Прошёл  переподготовку в Ленинградской Военно-медицинской Академии имени С.М. Кирова.

### НИИИАМ
В послевоенные годы начал работать в Научно-исследовательском институте авиационной медицины (НИИИАМ). В 1951 году вошёл в функциональную группу, которая вела научно-исследовательскую работу «Физиолого-гигиеническое обоснование возможностей полета в особых условиях». Группой руководил начальник Лаборатории гигиены герметических кабин и скафандров Владимир Иванович Яздовский. Группа была немногочисленная, в неё так же входили  Анатолий Покровский, Виктор Иванович Попов и инженер Б .Г. Буйлов. В 1952 году за проделанную работу военные медики  Покровский, Попов, Серяпин и Яздовский были  удостоены звания Лауреатов Государственной премии. 
Серяпин принимал непосредственное участие в разработке и осуществлении запуска первой в СССР геофизической ракеты В-1В, с собаками Дезиком и Цыганом на борту, который состоялся 22 июля 1951 года с полигона Капустин Яр в Астраханской области. После этого последовал целый ряд экспериментальных запусков подопытных животных, в которых он так же принимал прямое участие, включая знаменитых Лайку, Белку, Стрелку. 
9 января 1956 года согласно директиве заместителя министра обороны маршала Ивана Христофоровича Баграмяна в НИИИАМ был создан отдел по исследованию и медицинскому обеспечению полетов в верхние слои атмосферы. Начальником отдела был назначен Яздовский, а старшими научными сотрудниками - Олег Георгиевич Газенко, Абрам Моисеевич Генин, Игорь Сергеевич Балаховский, Евгений Михайлович Юганов, Серяпин и Б.Г. Буйлов.
В  институте стали открываться новые научно-исследовательские работы: «Исследование возможности выживания и жизнедеятельности животных при длительном полете объектов «Д» и «ОД» и «Исследование возможности выживания и жизнедеятельности животных при полетах в герметическом отсеке изделий Р-2А и Р-5 в верхние слои атмосферы». Основными задачами являлось создание жизненно необходимых условий для длительного (до 15 суток) пребывания животных в кабинах изделий, а так же обеспечения животных пищей и водой. 
С 1956 года  НИИИАМ стал вести подготовки к полёту человека в верхние слои атмосферы, а затем и в космос. Непосредственно отдел Владимир Иванович Яздовский занимался специальным отбором, тренировками животных, разработкой особого рациона питания и приучения собак к приёму пищи из автоматических кормушек. 

### ГНИИИ АиКМ и первый пилотируемый космический полёт.
После того, как в 1959 году Научно-исследовательский институт авиационной медицины был преобразован в Государственный Научно-исследовательский испытательный институт авиационной и космической медицины Министерства обороны СССР (ГНИИИ АиКМ), Серяпин был назначен  заместителем Начальника одного из отделов института, а  21 февраля 1961 года стал начальником Отдела физико-химических методов регенерации воздуха. Внёс огромный вклад в медицинскую подготовку первого отряда космонавтов и решение задач по медико-биологическому обеспечению первого в Мире пилотируемого космического полёта. Он занимался контролем высотного оборудования в кабине космического корабля "Восток" перед стартом.
Его исследования касательно регенерации и кондиционированию воздуха в герметических объектах стали  ключевыми в разработке  искусственной атмосферы в кабинах кораблей "Восток", "Восход", "Союз".
В 1964 перешёл в Институт медико-биологических проблем Министерства здравоохранения СССР на должность Заведующего отделом. 
С 1964-1969 годы занимал должность Заведующего лабораторией и Заведующего отделом Института биологической физики Академии наук СССР. 
В 1974 году был уволен.
Он был избран Почётным членом Российской Академии космонавтики имени К.Э. Циолковского и Почётным членом Международной Академии астронавтики. 
Умер в 2009 году. Похоронен на Востряковском кладбище.

## Награды
- Сталинская премия III степени
- Орден Отечественной войны II степени.
- Орден Красной Звезды
- Орден Трудового Красного Знамени
- Орден Красного Знамени
- Орден «Знак Почёта»
- Медаль «За победу над Германией в Великой Отечественной войне 1941—1945 гг.»
- Медаль  "За доблестный труд. В ознаменование 100-летия со дня рождения В.И. Ленина"